# Mqabba
Mqabba é um povoado da ilha de Malta em Malta.